# Perdiccas III van Macedonië
Perdiccas III (Perdikkas III) (in het Oudgrieks: Περδίκκας), was koning van Macedonië van 365 tot 359 v.Chr.. Hij volgde zijn broer Alexander II van Macedonië op.
Hij was de zoon van Amyntas III van Macedonië en Eurydice. Hij was nog een kind toen Alexander II gedood werd door Ptolemaeus I van Macedonië, die daarna als koning regeerde. Perdiccas doodde Ptolemaeus I op zijn beurt en besteeg vervolgens de troon.
Perdiccas III werd gedood in een gevecht tegen Bardylis, koning van de Illyriërs, en werd opgevolgd door zijn nog jonge zoon, Amyntas IV van Macedonië. Amyntas IV verloor vervolgens de troon aan Philippos II van Macedonië, de jongere broer van Perdiccas III.